# Hopewell Cape (Novo Brunswick)

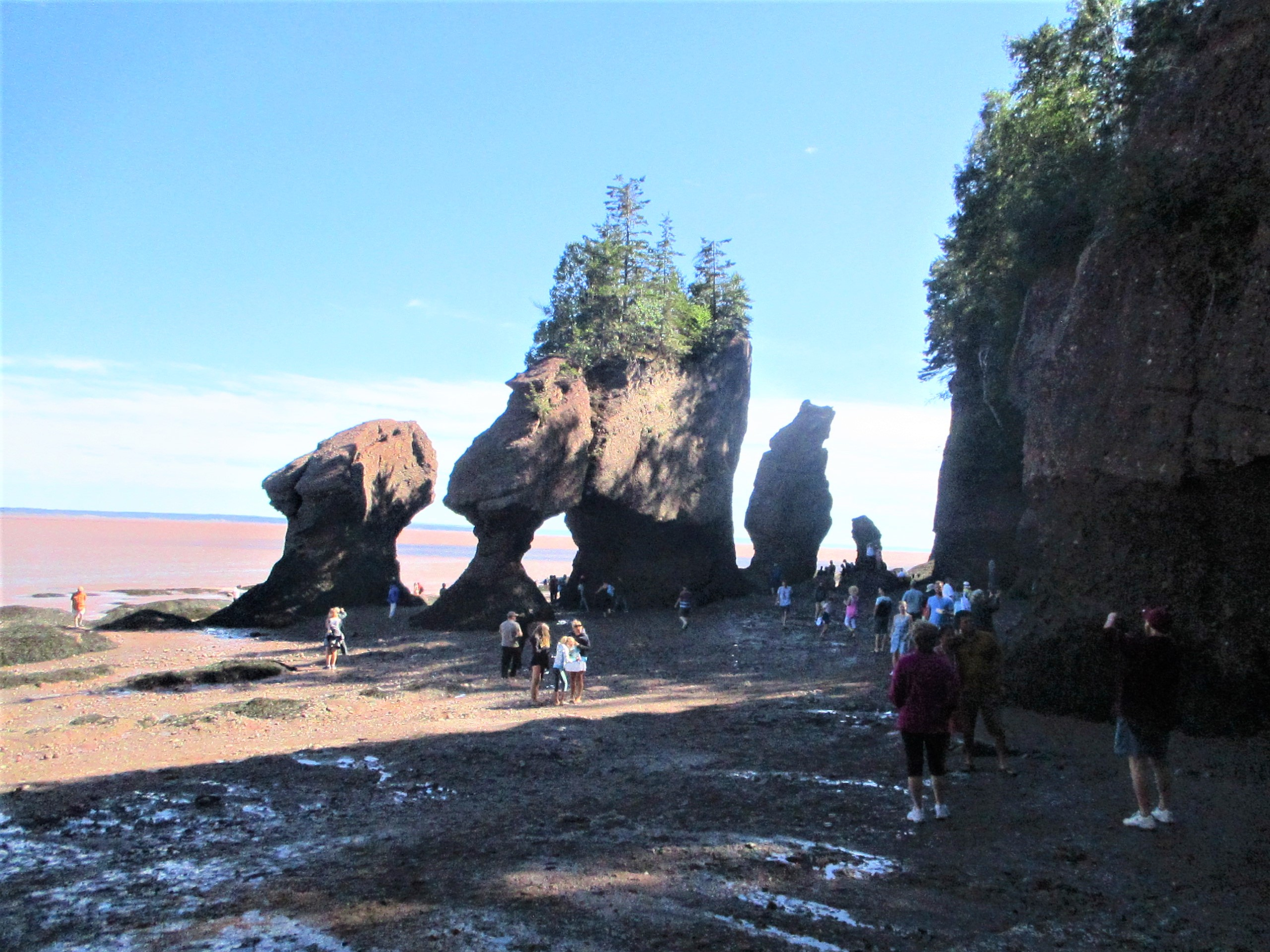
Rochas Hopewell

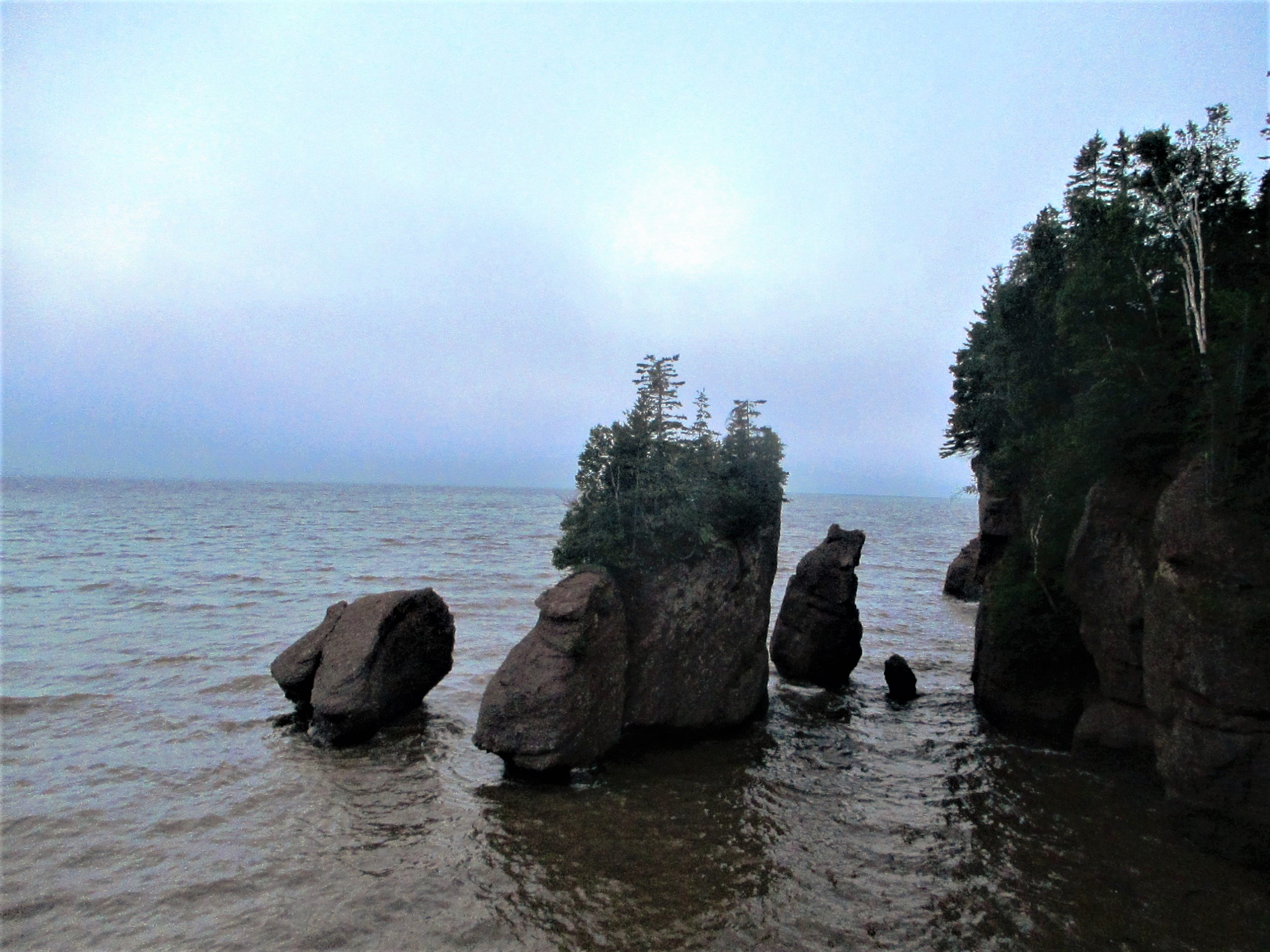
Rochas Hopewell

Hopewell Cape é uma vila localizada no Condado de Albert na província canadense de New Brunswick, no leste do Canadá.